# F. W. Breithaupt & Sohn
Die F. W. Breithaupt & Sohn GmbH & Co. KG ist ein deutscher Hersteller von Präzisionsmessinstrumenten, heute das weltweit älteste Unternehmen dieser Branche.
Das Unternehmen hat seit seiner Gründung 1762 durch den späteren Hofmechaniker Johann Christian Breithaupt (1736–1799) am Hofe des Landgrafen von Hessen-Kassel seinen Sitz in Kassel und stellt feinmechanisch-optische Instrumente her. Mitglieder der Unternehmerfamilie, die seit acht Generationen die Geschäfte führt, waren der zweite Sohn des Gründers, Hofmechanicus Friedrich Wilhelm Breithaupt (1780–1855), dessen Enkel, der Erfinder Wilhelm Breithaupt (1841–1931), der Erfinder und Offizier Wilhelm Ritter von Breithaupt (1809–1889) und Georg August Breithaupt (1806–1888).

## Geschichte

### Die Anfänge in der Amalienstraße, 1762–1831
Nach einer Ausbildung zum Hofbüchsenmacher trat Johann Christian Breithaupt im Jahre 1757 mit 21 Jahren  in die mechanisch-optische Werkstatt von Johann Gottlieb Stegmann in Kassel ein. Dieser lehrte dort am Collegium Carolinum Philosophie, Mathematik und Physik. Im Rahmen einer regen praktisch-experimentellen Tätigkeit baute Stegmann in seiner Werkstatt alle Arten von Gerätschaften und Instrumenten für wissenschaftliche Beobachtungen, mit denen er auch Handel trieb. 1762 gründete Breithaupt in dem Eckhaus Obere Karlstraße/Amalienstraße seine eigene Werkstatt, was als Gründungsdatum der heutigen Firma gilt.
1767 wurde Johann Christian Breithaupt durch Landgraf Friedrich II. von Hessen-Kassel zum Hofmechanicus ernannt und fertigte Instrumente für Fürsten- und Königshöfe,
auch für die 1709 in den Zwehrenturm verlagerte Sternwarte der Landgrafen von Hessen-Kassel. Ein Distanzmesser nach Kleinschmidt wurde 1770 angefertigt. Die beide Fernrohre tragende Basis maß 987 mm, Ein Mauerquadrant mit ca. 2 m Durchmesser und einer Genauigkeit von einer Bogensekunde wurde 1785 gefertigt.
Im Jahr 1789 wurde ein gleichartiger Quadrant an die gerade im Bau befindliche Seeberg-Sternwarte bei Gotha geliefert.
In den folgenden Jahren erweiterte die Firma ihr Produktspektrum kontinuierlich, und 1796 gab Heinrich Carl Wilhelm Breithaupt (1775–1856), Johann Christian Breithaupts älterer Sohn, den ersten Katalog heraus, in dem, detailliert beschrieben und mit Anwendungsbeispielen, ein Messtisch mit Zubehör, ein Astrolabium mit integriertem Fernrohr, eine verbesserte Bussole sowie ein Proportionalzirkel angeboten wurden.
Ein Jahr später beschrieb H. C. W. Breithaupt in einer weiteren Publikation eine neue Wasserwaage sowie eine neue Setzwaage.
1798, im Alter von 23 Jahren, konstruierte Heinrich Carl Wilhelm Breithaupt den ersten Grubentheodolit mit konischen Steckzapfen auf verschiebbaren Stativen zur Aufnahme des Instruments sowie von Öllampen als Signalen. Der Steckzapfen setzte sich durch und wurde in der Vermessungstechnik zur Norm.
1799 starb Firmengründer Johann Christian Breithaupt im Alter von 63 Jahren. Seine beiden Söhne Heinrich Carl Wilhelm Breithaupt und Friedrich Wilhelm Breithaupt übernahmen die Geschäfte. F. W. Breithaupt wäre an sich lieber Maler geworden, wie sein Onkel mütterlicherseits Ludwig Philipp Strack, fand sich dann aber schnell in seine neue Rolle.
Neue Produkte wie das von H. C. W. Breithaupt, seit 1798 Hofmechanicus und Opticus des Landgrafen von Hessen-Philippsthal, erfundene Markscheiderinstrument wurden nun hergestellt.
1800 kam ein neuer Katalog mit Preisverzeichnis heraus, der 1801 und 1804 zwei weitere Auflagen erlebte.

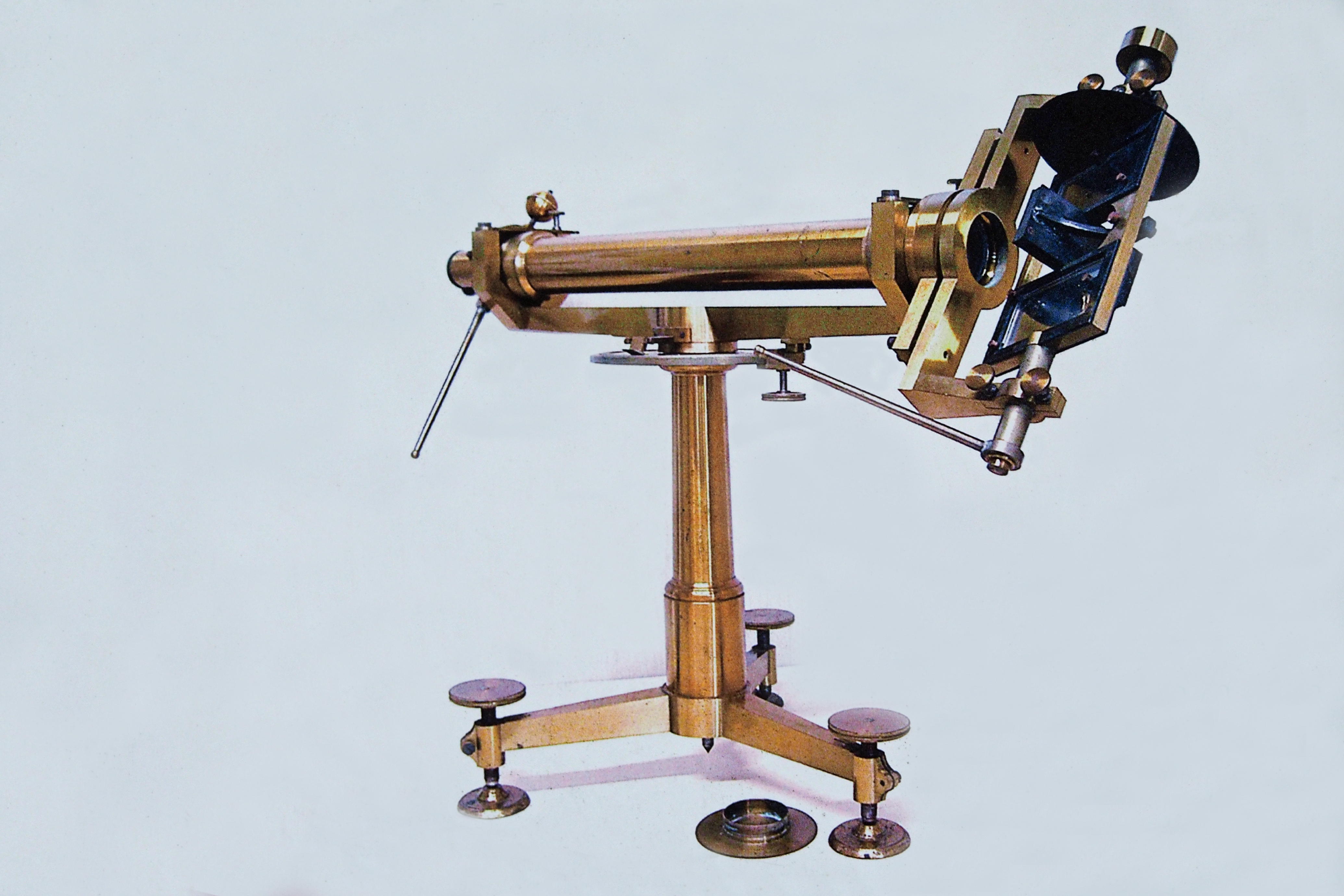
Das für Carl Friedrich Gauß hergestellte Heliotrop

Im Jahr 1805 nahm Heinrich Carl Wilhelm Breithaupt eine Stelle als Mathematiklehrer am Gymnasium Bückeburg in der Grafschaft Schaumburg-Lippe an, blieb aber der Geodäsie weiterhin verbunden. Er veröffentlichte neben einer Reihe von Lehrbüchern für den Mathematik-Unterricht (H. C. W. Breithaupt’s Mathematik für Schulen und Privatunterricht) in den Jahren 1824/25 ein zweibändiges Hand- und Lehrbuch der Feldmeßkunst für Trigonometer, Geometer, Forstmänner und Landwirte.
Die Geschicke der Firma lagen nun in den Händen von Friedrich Wilhelm Breithaupt. Größere Aufträge waren hier die Lieferung von 12 Messtisch-Apparaten an die Landesvermessung in Fulda im Jahr 1807, eine große Teilmaschine mit ca. 1 m Durchmesser und 3–5″ Abweichung für den Mathematiker und Astronomen Christian Ludwig Gerling – seinerzeit noch Lehrer am Lyceum Fridericianum in Kassel – im Jahr 1816 und ein Heliotrop für dessen Doktorvater Carl Friedrich Gauß 1821. Im letzteren Fall handelte es sich um eine Kooperation zwischen Wissenschaft und Industrie, wie sie einige Jahrzehnte später auch die Firma Otto Fennel Söhne praktizieren sollte (Otto Fennel hatte ab 1841 bei Breithaupt Feinmechaniker gelernt).
Carl Gauß hatte 1818 die Idee, mit Sonnenlicht und Spiegeln Vermessungspunkte über große Entfernungen sichtbar zu machen. Zwei Jahre später beschrieb er das Heliotrop („zur Sonne gewandt“), ein Gerät, das am Zielpunkt mittels eines Fernrohrs auf den bis zu 100 km entfernten Theodolit ausgerichtet werden konnte und mit einem Spiegel das Sonnenlicht dorthin reflektierte, wo der dortige Landvermesser dann das Ziel als hellen Lichtpunkt wahrnahm. Nach dieser Beschreibung baute Breithaupt das Heliotrop, mit dem Gauß bei der Triangulation des Königreichs Hannover (1821–25) eine Messgenauigkeit erzielte, die bis heute als vorbildlich gilt.

### F. W. Breithaupt & Sohn in der Georgenstraße, 1831–1945
1831 trat Friedrich Wilhelm Breithaupts älterer Sohn Georg August Breithaupt (1806–1888), der sich bereits 1829 mit der Konstruktion einer kleinen Teilmaschine einen Namen gemacht hatte und in der Wilhelmshöher Straße, zwei Querstraßen von der Amalienstraße entfernt, eine eigene Werkstatt besaß, als Teilhaber in die Firma ein, die fortan „F. W. Breithaupt & Sohn“ hieß.
Wie bereits erwähnt, hatte Heinrich Carl Wilhelm Breithaupt 1798 den ersten Grubentheodolit konstruiert. Nach dem Eintritt von Georg August Breithaupt in die Firma erweiterte man nun stark das Geschäftsfeld Markscheidewesen – 1836 wurde ein neuer Grubentheodolit mit fünfzölligem  Horizontalkreis auf den Markt gebracht. 1839 erwarb Georg Breithaupt das Haus Georgenstr. 9 (heute Georgenstr. 1), das 1845/46 aufgestockt wurde; nach dem Ende der Umbauarbeiten wurde die Produktion von der Wilhelmshöher Straße in den 4. Stock des neuen Gebäudes verlegt.
Während Breithaupt bis dahin primär für Wissenschaft und zivile Landvermessung gefertigt hatte, wurde 1840 das Militär als Kundenkreis erschlossen. Friedrich Wilhelm Breithaupt konstruierte zunächst für den kurhessischen Generalstab eine Kippregel mit Messtisch, die, wie später mit den Tachymetern, eine rasche Geländevermessung ermöglichte: Ein Lineal (die sogenannte „Regel“) mit einem darauf montierten beweglichen Fernrohr wurde auf den horizontal ausgerichteten Messtisch mit daraufgelegtem Kartenblatt gesetzt, wodurch Geländepunkte sowohl lage- als auch höhenmäßig aufgenommen und gleichzeitig kartiert werden konnten. Der preußische Generalstab bestellte ebenfalls diese Konstruktion und ließ sie in Berlin nachbauen.
Ab 1875 bezog die Preußische Landesaufnahme, eine Unterabteilung des Großen Generalstabs, auch Nivelliere und Theodolite von Breithaupt. Um diese Zeit entwickelten sich diese beiden Instrumente neben Grubenkompassen zu den am meisten verkauften Produkten der Firma: 1868 wurde das 1000. Nivelliergerät an die Magdeburg-Halberstädter Eisenbahngesellschaft und 1872 der 1000. Theodolit an eine Tunnelbaufirma in Palermo ausgeliefert.
1851 war Friedrich Wilhelm Breithaupt in den Ruhestand getreten und die Firma wurde zunächst von Georg August Breithaupt allein geführt, der 1855, dem Todesjahr seines Vaters, zum Hofmechanicus ernannt wurde.
1864 trat mit seinen Söhnen Friedrich Breithaupt (1840–1907) und Wilhelm Breithaupt (1841–1931) die vierte Generation der Breithaupts in die Firma ein. Beide hatten an der Polytechnischen Schule Hannover sowie am Polytechnikum Karlsruhe studiert. Während Friedrich Breithaupt anschließend in der optischen Werkstätte von C. A. Steinheil in München sowie bei A. & G. Repsold in Hamburg praktisch arbeitete, ging Wilhelm zu Lerebours & Secretan nach Paris, wo er auch Vorlesungen bei dem Astronomen Maurice Loewy vom Pariser Observatorium hörte.
1879, nachdem sich die Wirren des Deutsch-Französischen Krieges gelegt hatten, brachte Breithaupt auch einen Katalog in französischer Sprache heraus.
Georg Breithaupt (1873–1957), der Sohn von Wilhelm Breithaupt, hatte an der Technischen Hochschule München sowie an der Universität München und der Kaiser-Wilhelms-Universität Straßburg studiert, wo er 1898 mit der Arbeit Über das optische Verhalten eingebrannter Gold- und Platinschichten promovierte.
Im Jahr 1900 trat er als Teilhaber in die Firma ein. Ab 1914 war Georg Breithaupt Alleininhaber des Familienunternehmens. Er selbst nahm als Soldat am Ersten Weltkrieg teil, dennoch lief die Produktion während des gesamten Krieges weiter; F. W. Breithaupt & Sohn konnte in großem Umfang Messgeräte an das deutsche Militär liefern. Nach Kriegsende errichtete Georg Breithaupt in der Adolfstr. 13, unweit der Höheren Gewerbeschule, ein später mehrfach erweitertes neues Werk, das heute der Hauptsitz der Firma ist. Damit war der endgültige Übergang von der Manufaktur zur industriellen Fertigung vollzogen. Georg Breithaupt knüpfte vielfältige Wirtschaftsbeziehungen in alle Welt, besonders nach Osteuropa und in die Sowjetunion, und belieferte sowohl wissenschaftliche Einrichtungen als auch die Armeen zahlreicher Länder. Eine seiner eigenen Erfindungen stellte er 1922 in „Neue Bussole für das Krokieren“ vor.
Abgesehen von Vermessungsgeräten für das Militär, stellte die Firma ab 1923 zahlreiche Instrumente für den Bergbau her, primär Grubentheodolite und Schachtlotgeräte. Schon 1922 hatte Breithaupt eine eigene wissenschaftliche Abteilung mit Konstruktionsbüro eingerichtet, und 1924 wurde in Zusammenarbeit mit Lehmann aus Essen, Maximilian Schuler von der Georg-August-Universität Göttingen und E. Fox von der Bergakademie Clausthal sowie der Firma Anschütz & Co. in Kiel ein innovativer Kreiseltheodolit für das Markscheidewesen entwickelt.
1925 folgte ein Steilschachttheodolit mit zwei Ablesestellen.
1932 trat Friedrich Breithaupt (1907–1967) als Vertreter der 6. Generation in die Firma ein. Unter seiner Leitung wurden in den 1930er Jahren neue Nivelliere entwickelt, so 1933 das große Heckmann-Breithaupt-Feinnivellier mit Planplatte im Okular und 1935 die Neukonstruktion des Breithaupt-Seibt-Präzisionsnivelliers von 1877.
Beim Luftangriff auf Kassel am 22. Oktober 1943 wurde das Werk in der Adolfstraße 13 schwer beschädigt. Zwei Stockwerke brannten aus, 59 Werkzeugmaschinen wurden vernichtet und auch das Archiv wurde ein Raub der Flammen. Der Stammsitz der Firma in der Innenstadt (Georgenstraße) wurde vollständig zerstört. Am 8. März 1945 wurden die restlichen Teile der Fabrik und die verbliebenen Büroräume in der Adolfstraße bei einem Bombenangriff vernichtet.

### F. W. Breithaupt & Sohn GmbH & Co. KG in der Adolfstraße, ab 1946
Schon ein Jahr nach Kriegsende konnte mit Genehmigung der US-Besatzungsbehörde die Arbeit in der Adolfstraße und im Industriegebiet Lohfelden am südöstlichen Stadtrand von Kassel wieder aufgenommen werden. Nun begann die Ära der Produktnamen: 1947 der Theodolit Greni, 1952 der optische Repetitionstheodolit Teins (ein stark begehrtes Instrument im In- und Ausland), 1958 das automatische Ingenieurnivellier Autom mit einem unter Gebrauchsmusterschutz stehenden, pendelnden und magnetisch gedämpften Planspiegel als Kompensator, 1959 der kleine Repetitionstheodolit Tekat.
Sehr früh wurde bei Breithaupt die Bedeutung der Elektronik erkannt. Im Jahr 1965 stellte man anlässlich des 50. Deutschen Geodätentages in Hannover den Digitaltheodolit Digigon vor, der in Zusammenarbeit mit Hans Zetsche vom Geodätischen Institut der Universität Bonn entwickelt worden war, dem zu dieser Zeit angesehensten Wissenschaftler auf dem Gebiet der Geodätischen Messtechnik.
Nachdem 1967 mit Georg-Ernst Breithaupt (* 1938) und Hans-Hellmut Breithaupt (1942–2017) die 7. Generation in die Firma eingetreten war, wurde 1973 in Zusammenarbeit mit Karl Rinner von der Technischen Hochschule Graz für die Deutsche Bundesbahn ein Laser-Lichtraummessgerät zur Messung und gleichzeitigen Kartierung von Tunnelprofilen entwickelt. Ebenfalls für die Deutsche Bundesbahn folgte im Jahr 1978 die Entwicklung des optischen Pfeilhöhen-Absetzgerätes Gluni für die Gleisvermessung in Kurven. Mit geringfügigen Design-Änderungen ist dieses Gerät bis heute im Angebot der Firma.
In Zusammenarbeit mit dem Deutschen Wetterdienst wurde 1989 der elektronische Ballontheodolit Tebal zur Ermittlung von Windrichtung und Windgeschwindigkeit entwickelt. Dazu wird ein Ballon mittels Fernrohr angepeilt und verfolgt; ein angeschlossener Computer berechnet aus den Bewegungen am Theodolit die Winddaten. Seit Dezember 2016 vertreibt Breithaupt eine modernisierte Version dieses Geräts, den Tebal 2.
Im Jahr 2006 trat mit Hans-Friedrich Breithaupt, dem Sohn von Hans-Hellmut Breithaupt, die 8. Generation in die Geschäftsführung ein.
Hans-Friedrich Breithaupt hatte zunächst an der Katholischen Universität Eichstätt Betriebswirtschaft mit den Schwerpunkten Dienstleistungsmanagement und Produktionswirtschaft studiert. Anschließend promovierte er dort bei Bernd Stauss am Lehrstuhl für Dienstleistungsmanagement über Dienstleistungen im Internet und ihre Qualität aus Kundensicht.
Nach Lehr- und Projekttätigkeit am Lehrstuhl ging er schließlich als Unternehmensberater zur MSR Consulting in Köln, bis er schließlich in das Familienunternehmen wechselte.

## Produkte
Heute werden von der F. W. Breithaupt & Sohn GmbH & Co. KG vornehmlich Theodolite, Nivelliere, Tachymeter, Prüfinstrumente und Gleismessgeräte hergestellt.
Breithaupt ist mit dem Conat Marschkompass Zulieferer für die Bundeswehr. Der 120 g schwere Kompass wird mit einer Ledertasche ausgeliefert. Das Gehäuse ist aus magnetfreiem Leichtmetall, die Kompassdose aus bruchsicherem Makrolon mit Flüssigkeitsdämpfung. Die 110 mm lange Anlegekante dient zum Messen von Entfernungen auf Karten. Der untenliegende Daumenring erlaubt Peilen mit Kimme und Korn durch den Visiertunnel, ohne dass der oben liegende Kompassspiegel mit der Hand verdeckt wird. Der Peilspiegel stellt sich beim Öffnen automatisch in die Visierstellung auf. Die Himmelsrichtungen sind mit nachleuchtenden Buchstaben gekennzeichnet. Verfügbar sind Kompassdosen mit der Inklination für die nördliche oder südliche Halbkugel sowie in 64(00/100)-Strich- oder 360°-Teilung. Der Marschkompass gehört bei der Bundeswehr zur Ausrüstung jedes Infanteristen, bei anderen Truppengattungen zur Ausrüstung jedes Teileinheitsführers.

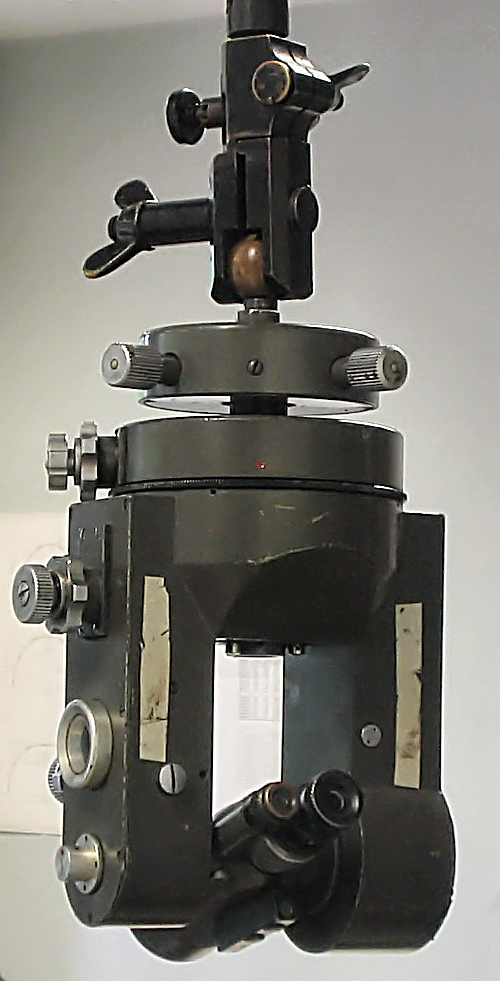
Hängetheodolit Temin
Kompass Conat
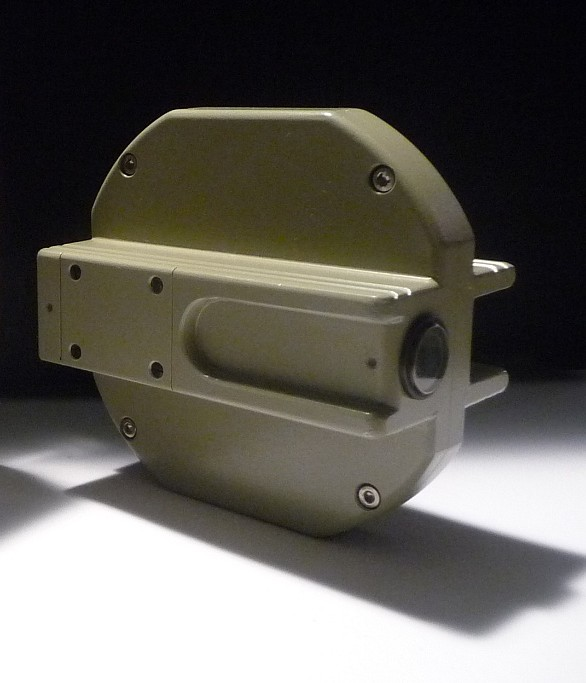
Gefällemesser Necli